# Bill Tanner
Bill Tanner é uma personagem dos livros e filmes de James Bond, criada por Ian Fleming. Ele é o chefe de gabinete de M no serviço de inteligência britânico, MI-6. A personagem é habitual na série e aparece em sete filmes da franquia cinematográfica, interpretada por atores diferentes, da mesma maneira que Felix Leiter, o agente da CIA amigo de Bond, outro aliado habitual de 007 e que já foi representado por vários atores no cinema.

## Os filmes
Homem de ligação entre a chefia do MI-6 e seus agentes e possuidor de um senso de humor ácido, Tanner aparece de maneira rápida em 007 contra o Homem da Pistola de Ouro (1974) sem que seu nome seja mencionado até os créditos finais. Ele discute com M e outros funcionários do MI-6 sobre Francisco Scaramanga, que enviou ao serviço secreto uma bala de ouro para Bond com o número da licença para matar (007) do espião impressa nela. Ele explica que as impressões digitais de Scaramanga foram identificadas pela CIA, o que leva Bond a ir atrás do assassino da pistola de ouro. Tanner é interpretado por Michael Goodliffe.
Ele volta sete anos depois em 007 Somente Para Seus Olhos, desta vez com uma participação maior, devido à morte de Bernard Lee (o M original), que levou a que este filme fosse o único sem a presença do chefe do MI-6, aumentando as falas das outras personagens ligadas ao serviço secreto. É Tanner (junto com Sir Frederick Gray) quem envia Bond para encontrar um assassino cubano. Bond não consegue capturá-lo vivo, para extrair informação, porque Melina Havelock - Gonzales, o assassino, matou seus pais - o mata primeiro com uma besta. Tanner fica irritado com Bond por ele não ter conseguido capturar Gonzales. No fim do filme, ele aparece novamente colocando o primeiro-ministro no telefone com Bond. Com a volta de M no filme seguinte – na pele de Robert Brown – Tanner não aparece.
Tanner volta à telas em 1995, em 007 contra Goldeneye, na pele de Michael Kitchen. Ele aparece brevemente na sala de reuniões do MI-6 quando o Goldeneye é desativado. Ele também é notado por chamar M de "A Rainha Diabólica dos Números" sem ver que ela estava atrás dele. Kitchen volta como Bill Tanner em 007 O Mundo não é o Bastante e aparece no edifício central do MI-6 passando instruções aos agentes após a morte de Sir Robert King, o pai de Elektra King. Ele aparece brevemente em outras partes do filme, discutindo a participação do megaterrorista Renard no crime, falando com Elektra King ao telefone e ao fim do filme, quando Q está tentando contatar James Bond.
A quinta aparição de Tanner é no segundo filme de Daniel Craig como 007, Quantum of Solace, mais uma vez auxiliando M em suas decisões e ordens. Desta vez é vivido pelo ator Rory Kinnear, que repete o personagem em 007 - Operação Skyfall, protegendo e ajudando M a fugir das balas de Raoul Silva e seus homens quando este tenta matá-la durante a audiência da chefe do MI-6 ao governo. Faz sua última aparição no fim do filme, quando conduz Bond pelos novos escritórios do MI-6 e o introduz na sala de M, agora o novo M, Gareth Mallory. Em 007 Contra Spectre, Tanner (ainda interpretado por Rory Kinnear) tem uma participação pequena, mas ainda aparece num passeio de barco pelo rio Tâmisa e conversa com Bond enquanto o acompanha até o laboratório de Q.